# Нови Белград (градска община)
Нови Белград (на сръбски: Нови Београд / Novi Beograd) е община на град Белград. Това е планиран град, построен от 1948 г. в преди това необитаем район на левия бряг на река Сава, срещу стария Белград. През последните години той се превръща в централен бизнес район на Белград и неговия най-бързо развиващ се район, като много фирми се преместват в новата част на града, поради по-модерната инфраструктура и по-голямото налично пространство. С 214 506 жители това е втората по население община в Сърбия след Нови Сад.

## География
Нови Белград се намира на левия бряг на река Сава, в най-източната част на област Срем. В административно отношение североизточният му участък се допира до десния бряг на река Дунав, непосредствено преди вливането на река Сава. Обикновено се намира на запад от „Стария“ Белград, с който е свързан с шест моста (Мостът Ада, Новият железопътен мост, Старият железопътен мост, Газела, Старият мост на Сава и Мостът Бранко). Европейският път E75, с пет нива на разделяне, включително нов двуконтурен при Арена Белград, минава точно през средата на селището.
Община Нови Белград заема площ от 40,74 квадратни километра. Теренът му е равнинен, което представлява голям контраст със стария Белград, построен върху общо 32 хълма. С изключение на западната си част Бежания, Нови Белград е построен върху терен, който по същество е бил блато, когато строителството на новия град започва през 1948 г. Години наред километрични транспортни ленти транспортират пясък от дунавския остров Мало Ратно Острово, което почти напълно го унищожава в процеса и днес остава само малка, тясна ивица гориста земя. Така романтично се казва, че Нови Белград всъщност е построен на остров.
Други географски характеристики са полуостров Мала Циганлия и остров Ада Меджика, както на Сава, така и заливът Зимовник (зимен подслон), погълнат от Мала Циганлия, със съоръженията на корабостроителницата в Белград. Льосовият склон на Бежанийска коса е разположен в западната част на общината, а в южната, каналът на река Галовица се влива в Сава.
Въпреки че първоначално не е имало гори в истинския смисъл на думата, от всички общини на Белград, Нови Белград има най-големите зелени площи, с общо 3,47 квадратни километра, или 8,5 % от територията. С течение на времето няколко района се развиват в пълноценни гори и три са официално класифицирани като такива: гора покрай магистралата (106,56 ха), гора покрай кея Сава (9,09 ха) и гора на Ада Меджика (13,4 ха). По-голямата част от зелените площи обаче са съставени от големия парк Ушче. Най-новото допълнение към белградските паркове, Парк Република Сръбска от 2008 г., също се намира в общината.
В рамките на общината няма отделни населени места, тъй като цялата област административно принадлежи към град Белград и статистически се класифицира като част от Белград. Районът, разположен около сградата на общинското събрание и близкото кръгово кръстовище, се счита за център на Нови Белград.
Както е планиран и построен, Нови Белград е разделен на блокове. В момента има 72 блока (с няколко подблока, като 70-а и др.). Старото ядро на село Бежания, Ада Меджика и Мала Циганлия, както и районът покрай магистралата западно от Бежанийска коса не са разделени на блокове, докато поради промените в административните граници някои от блоковете (9, 9-a, 9-b, 11, 11-c и 50) принадлежат към община Земун, простирайки се на север от Нови Белград като една непрекъсната застроена зона.
През септември 2018 г. кметът на Белград Зоран Радойчич обявява, че скоро ще започне изграждането на язовир на река Дунав в района Земун-Нови Белград. Язовирът трябва да защитава града по време на високи нива на водата. Такъв проект не е споменаван досега, нито е било ясно как и къде ще бъде изграден и дали изобщо е осъществим. След известно време Радойчич уточнява, че има предвид временната мобилна противонаводнена стена. Стената ще бъде висока 50 см и дълга 5 км и ще се простира от моста Бранко през Сава и квартал Ушче до ресторант Радецки на брега на Дунав в квартал Гардош в Земун. В случай на авария панелите ще бъдат поставени върху съществуващата конструкция. Строителството е планирано да започне през 2019 г. и да завърши през 2020 г.

## Квартали
Подобно на други общини в Сърбия, Нови Белград е допълнително разделен на местни общности (на сръбски: mesna zajednica). Освен Бежания и Старо Саймище, никой друг квартал няма исторически или традиционни имена, тъй като Нови Белград не е съществувал като такъв. Въпреки това, през петте десетилетия на съществуването му, някои от неговите части постепенно стават известни като отделни квартали.
Списък на кварталите на Нови Белград:
- Академия
- Бежания
- Бежанийска коса
- Бежанийски блокове
- Д-р Иван Рибар
- Фонтана
- Газела
- Икарус
- Ледине
- Мала Циганлия
- Младост
- Парижка комуна
- Павилиони
- Сава
- Савски насип
- Старо летище
- Старо Саймище
- Студентски град
- Тошин бунар
- Ушче

## Транспорт
През Нови Белград минават няколко важни пътни артерии, заедно с множество широки булеварди, които пресичат по-голямата част от територията му.
Магистрала A3 (пренасяща E70 и E75) минава от северозапад на югоизток, с пет изхода. Пресича река Сава през моста Газела. Нови Белград се обслужва от още два пътни моста – мостът Бранко и мостът Ада, както и от трамвайния мост Стария Сава.
С услугите, стартирани през 1985 г., трамвайният транспорт играе важна роля в транспорта в Нови Белград, въпреки че има само два коловоза, които се движат предимно по дългата няколко километра улица Юрий Гагарин. Четири трамвайни линии обслужват общината (7, 9, 11 и 13) и има трамвайно депо на улица Đorđa Stanojevića.
От 70-те години на миналия век Нови Белград се обслужва от две железопътни линии, свързващи го с центъра на града и с една линия със Земун. На практика цялата дължина на тези линии е на насип, с повдигнат сегмент на подхода към Новия железопътен мост и тунел към Земун. Съществуват две жп гари, като по-голямата е Нови Београд, която се намира над улица Антифашистка борба и се обслужва от BG Voz и други местни и международни линии. Другата жп гара е Тошин бунар, която е спирка с 2 коловоза, разположена точно пред тунел Бежания.
Международният фарватер на Сава минава по бреговете на Нови Белград. Единственият обществен речен транспорт се осъществява от две сезонни линии с лодки от блок 70 до Ада Циганлия и от друга, свързваща блок 44 с Ада Меджика.
Основната корабостроителница на Белград се намира на брега на Сава в Нови Белград. На Дунав базата на 2-ри речен отряд на сръбската речна флотилия е разположена до вливането на Сава, което ограничава корабоплаването около Малкия военен остров.
От 1927 до 1964 г. на територията на днешния Нови Белград се намира международното летище Дойно поле.

## Култура и образование
За селище с такъв размер Нови Белград има някои необичайни културни характеристики, повлияни от идеите на югославските комунисти как трябва да изглежда един нов и модерен град. Ако може да се разбере защо не са построени църкви, фактът, че град от 250 000 жители няма театри и има само един музей (извън жилищния район), е много по-малко разбираем, стоящ в основата на дългото усещане на белградчани, че Нови Белград е нищо повече от голямо общежитие.
Музеят за съвременно изкуство се намира в Ушче, който също е проектиран от градската управа като място за бъдещата Белградска опера. Въпросът става много противоречив през 2000-те, тъй като общото усещане на населението, ансамбъла на операта и най-изтъкнатите архитекти и художници е, че това е много лошо място за операта, докато градската управа упорито настоява срещу популярните мнения.
В продължение на десетилетия единствената църква в общината е старата църква „Свети Георги“ в Бежания. Строителството на новата църква в Бежанийска коса, църквата Свети Василий Острог, започва през 1996 г., докато строителството на църквата Свети Димитър Солунски, която се смята за първата църква в Нови Белград, започва през 1998 г. И двете все още са незавършени.

### Училища
Образованието е много по-добре развито от културата, тъй като има множество начални училища и гимназии, както и жилищния кампус на Белградския университет – Студентски град. Списък на училищата в Нови Белград:
- Средно училище по графичен дизайн
- Университет Мегатренд
- 9-а белградска гимназия
- Политехническа академия
- Политехническа гимназия за нови науки
- Руско училище
- Техническо училище
- 10-а белградска гимназия
- Факултет по драматични изкуства на Университета по изкуства

## Нощен живот
Нови Белград предлага богат нощен живот по бреговете на Сава и Дунав, чак до мястото, където се срещат двете реки. Това, което започва най-вече като подобни на салове социални клубове за речни рибари през 80-те години на миналия век, се разширява до големи плувки, предлагащи храна и напитки с турбо фолк изпълнения на живо през 90-те години.
Днес е малко вероятно човек да измине 100-метров участък покрай реките, без да срещне поплавък. Някои от тях прерастват в цели развлекателни комплекси, съперничещи на клубове в централната част на Белград. Докато повечето от плувките са синоним на турбо фолк в това, което по същество е стереотипна обстановка за кафани, скорошна тенденция е много от тях да се превръщат в пълноценни клубове на вода със сложни събития, включващи световноизвестни диджеи, въртящи музика на живо.

## Публичен имидж
Не е обърнато много внимание на детайлите и тънкостите, когато Нови Белград се строи в края на 40-те и началото на 50-те години на миналия век. Целта очевидно е била да се построят колкото се може повече сгради възможно най-бързо, за да се настани разселеното и нарастващо население след Втората световна война, което е в средата на бейби бум. Този всеобхватен бруталистичен архитектурен подход довежда до много жилищни сгради и дори цели жилищни блокове, които изглеждат монументални по неудобен начин. Въпреки че проблемът е облекчен до известна степен през последните десетилетия чрез добавяне на някои модерни разширения (хотели Хаят и Интерконтинентал, луксозни апартаменти Дженекс, Ушче Тауър, Арена Белград, Delta City и др.), мнозина все още се оплакват от това, което виждат като Белградската „сивота“ и „безцветие“. Те често използват подигравателния термин spavaonica („общежитие“), за да подчертаят виждането си за Нови Белград като място, което не вдъхновява творчески живот, нито насърчава здравословното човешко общуване и е добро само за сън през нощта в края на тежкия работен ден. Това мнение намира своето място и в сръбската поп култура.
В песен от началото на 80-те години, наречена „Neću da živim u Bloku 65“, популярната сръбска група Riblja čorba пее за депресиран индивид, който мрази света, защото е заобиколен от бетона на Нови Белград, докато по-скорошна местна кинематографична тенденция представя Нови Белград донякъде тромаво като сръбската версия на нюйоркските гета като тези в Харлем, Бруклин и Бронкс. Най-очевидният пример за последното е филмът от 2002 г. 1 на 1, който описва куп сръбски тийнейджъри, които рапират, стрелят с оръжия, играят уличен баскетбол и изглежда обвиняват за много от своите неволи живота в Нови Белград. Други филми като Apsolutnih 100 и The Wounds също имплицитно рисуват Нови Белград в негативна светлина, но те имат по-последователна гледна точка и поставят историите си в контекста на 90-те години, когато войната и международната изолация наистина тласкат някои сърби, включително тези, които обитават Нови Белград, до отчаяни постъпки.